# Хиб, Ричард Джеймс
Ри́чард Джеймс «Рик» Хиб (англ. Richard James 'Rick' Hieb; род. 21 сентября 1955) — астронавт НАСА. Совершил три космических полёта на шаттлах: STS-39 (1991, «Дискавери»), STS-49 (1992, «Индевор») и STS-65 (1994, «Колумбия»), совершил три выхода в открытый космос, инженер.

## Личные данные и образование
Ричард Хиб родился 21 сентября 1955 года в городе Джеймстаун (штат Северная Дакота), где в 1973 году окончил среднюю школу. В 1977 году получил степень бакалавра наук в области физики и математики в частном гуманитарном колледже «Университет Северо-Восточного Назарина» в городе Нампа (штат Айдахо). В 1979 году получил степень магистра наук в области аэрокосмическая техника в Колорадском университете в Боулдере.
Семья Хибов своими корнями уходит в Россию, по происхождению они немцы. Его мать долгое время была учителем в начальной школе имени Линкольна в Джеймстауне. Женат на Джинни Хендрикс из Норфолка (штат Виргиния). У них два сына: Линдсей Мишелл (род. 18 июня 1986 года) и Джонатан Майкл (род. 21 июля 1989 года). Увлечения: парусный спорт, любит проводить время с семьей, семейные пикники.

## До НАСА
После окончания обучения был распределён непосредственно в НАСА, в группу поддержки экипажей, занимался разработкой и планированием деятельности экипажей. Он работал в Центре управления полетами, начиная со старта STS-1, и во время полётов многих других последующих рейсов. Он получил огромный опыт по контролю работ в открытом космосе, а также по сближению, стыковке, захвату объектов и выведению их на орбиту ..

## Подготовка к космическим полётам
Принимал участие в 10-м наборе в отряд астронавтов НАСА, зачислен не был. В июне 1985 года был зачислен в отряд НАСА в составе 11-го набора, кандидатом в астронавты. Стал проходить обучение по курсу Общекосмической подготовки (ОКП) с августа 1985 года. По окончании курса, в июле 1986 года получил квалификацию «специалист полёта» и назначение в Офис астронавтов НАСА.

## Полёты в космос
- Первый полёт — STS-39[3], шаттл «Дискавери». C 28 апреля по 5 мая 1991 года в качестве «специалиста полёта». Основная задача полёта — проведение экспериментов по заказу Министерства обороны США, в частности по программе AFP-675 (англ. Air Force Program-675)[4]. Продолжительность полёта составила 8 суток 7 часов 23 минуты[5].

- Второй полёт — STS-49[6] — Индевор (шаттл) — первый полёт шаттла «Индевор». С 7 по 16 мая 1992 года, в качестве «специалиста полёта». Основной целью миссии STS-49 был захват спутника Intelsat VI-603, который не смог покинуть околоземную орбиту за два года до этого. Астронавты должны были прикрепить к спутнику разгонный блок, который, работая как межорбитальный буксир, перевёл бы спутник на высокоэллиптическую орбиту, с дальнейшим переходом на целевую геостационарную орбиту. После нескольких попыток захват был совершён, для проведения работы впервые совершили выход в открытый космос из одного корабля сразу три человека, также был установлен рекорд длительности пребывания космонавта за бортом корабля, побитый только в 2001 году в полёте STS-102. Во время полета выполнил три выхода в открытый космос: 10 мая 1992 года — продолжительностью 3 часа 43 минуты, 11 мая — 5 часов 30 минут, 13 мая — 8 часов 39 минут.[7][8]. Продолжительность полёта составила — 8 суток 21 час 19 минут.[9].

- Третий полёт — STS-65[10], шаттл «Колумбия». C 8 по 23 июля 1994 года в качестве «специалиста полёта». Цель полёта — проведения различных медико-биологических и материаловедческих экспериментов. Эксперименты проводились в Международной микрогравитационной лаборатории IML-2, которая располагалась в лабораторном модуле «Спейслэб» в грузовом отсеке шаттла Колумбия. В Международной микрогравитационной лаборатории IML-2 были установлены приборы шести космических агентств: США, Японии, Европы, Франции, Канады, Германии. Продолжительность полёта составила 14 дней 17 часов 56 минут.[11].

Общая продолжительность внекорабельной деятельности — 17 часов 42 минут. Общая продолжительность полётов в космос — 31 день 22 часа 34 минуты.

## После полётов
Ушёл из отряда астронавтов 3 апреля 1995 года, в корпорацию «Allied Signal Technical Servives Corporation» в Гринбелте, штат Мэриленд. В настоящее время является вице-президентом компании Lockheed Martin в Хьюстоне, штат Техас.

## Награды и премии
Награждён: Медаль «За космический полёт» (1991, 1992 и 1994) и многие другие.